# جاد حاتم
جاد حاتم (مواليد 3 ديسمبر 1952) شاعر وفيلسوف لبناني، ولد في 3 ديسمبر 1952 ببيروت. بدأ دراسة الفلسفة والأدب الفرنسي، ثم اللاهوت الكاثوليكي والدراسات الدينية، يشتغل أستاذا لهاته المواد منظ 1976 في جامعة القديس يوسف، كما شغل حاتم منصب رئيس قسم الفلسفة (1981-1996 و 2005-2014) ومدير مركز دراسات ميشيل هنري في هذا القسم.
كرس جاد حاتم نفسه في وقت مبكر جدا للأدب ووجد طريقه في الشعر والنقد. وقد احتفظ في عدة مرات بالعمود الأدبي في العديد من المجلات الناطقة بالفرنسية في بيروت، حيث اشتغل في منصب رئيس التحرير بكل من مجلة إكستازي (بالفرنسية: Extasis )‏ (1993–1980)، و روعة الكرمل (بالفرنسية: La Splendeur du Carmel)‏ (2001-2009) و شرق الآلهة (بالفرنسية: L'Orient des dieux)‏ (1989-…)، ويعمل في العديد من هيئات التحرير الأكاديمية الأخرى.

## حياته الشخصية
جاد حاتم من مواليد بيروت متزوج وله ولدان.

## مؤلغاته
فيما يلي، بعض من مؤلفات الكاتب جاد حاتم :

### دواوين شعرية
- لغز وأغنية، (بالفرنسية: Énigme et chant)‏، 1985.
- الخروج من الوجه، (بالفرنسية: Au sortir du visage)‏، 1988.
- الذبيحة الشعرية، (بالفرنسية: L'Offrande vespérale)‏، 1989.
- باشال جرأة، (بالفرنسية: L'Audace pascale)‏، 1998.
- من غبار النجوم، (بالفرنسية: Par la poussière des étoiles)‏، 2000.
- العين الأولى، (بالفرنسية: Le Premier Œil)‏، 2003.
- شخصيات من البرق، (بالفرنسية: Figures de la foudre)‏، 2005.
- ملكة المنقذ، (بالفرنسية: La Reine de sauveté)‏، 2009.
- فجر الفجر، (بالفرنسية: Le Lever de l’Aurore)‏، 2007.
- تحت رحمة الشمس، (بالفرنسية: À la merci du soleil)‏، 2017.
- القمر ونوباته، (بالفرنسية: La Lune et ses sortilèges)‏، 2018.